# SOKO Wismar
SOKO Wismar ist eine deutsche Kriminalserie. Sie wird seit dem 6. Oktober 2004 im ZDF ausgestrahlt und läuft mittwochs im Vorabendprogramm. Es handelt sich bei der Serie um den vierten Ableger der Serie SOKO 5113, der wie die Mutterserie ein SOKO im Titel trägt.

## Inhalt
In einem kleinen Polizeirevier der Hansestadt Wismar werden größere und kleinere Delikte, die in der unmittelbaren Umgebung geschehen, recherchiert und ermittelt. Chef des Ermittlerteams ist Erster Kriminalhauptkommissar Jan-Hinrich Reuter, der Leiter des Reviers. Ihm zur Seite stehen die Kriminalhauptkommissarin Karoline Joost und Kriminaloberkommissar Lars Pöhlmann, die meistens zusammen an einem Fall ermitteln. Zum Team gehören des Weiteren die Polizeihauptmeisterin Paula Moorkamp und Edgars „Eddi“ Jansons, lettischer Austauschpolizist. Ebenso gehört die Rechtsmedizinerin Dr. Helene Sturbeck zum Team. Roswitha Prinzler unterstützt die Ermittlungen als Kriminaltechnikerin.

## Produktion

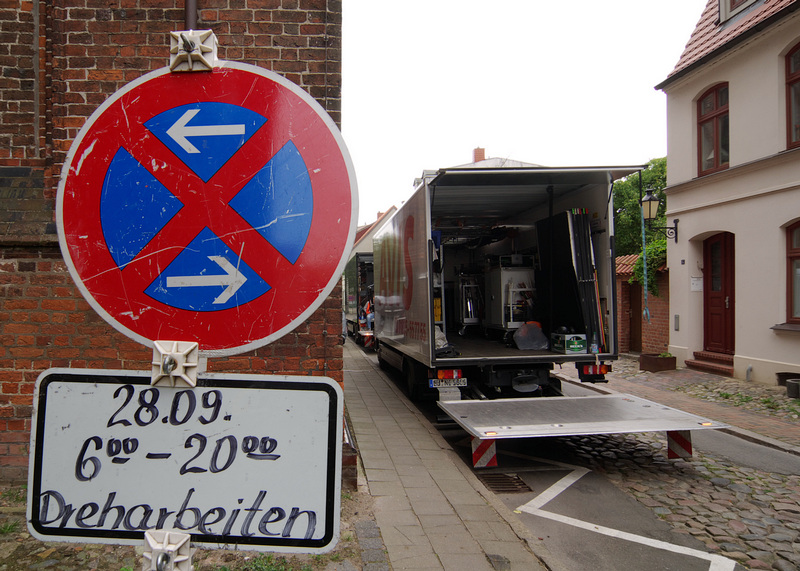
Dreharbeiten in Wismar im September 2009

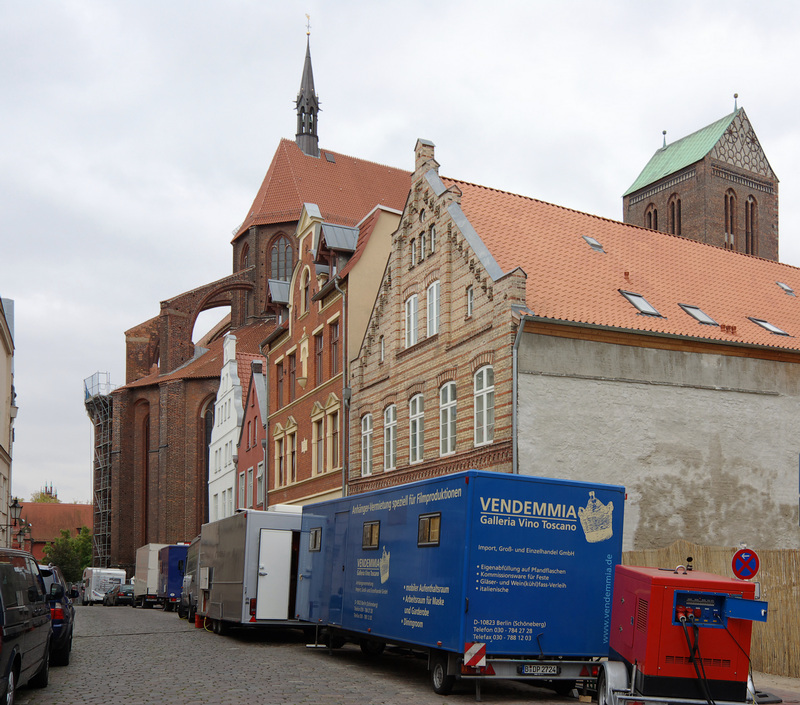
Produktionsfahrzeuge für Dreharbeiten in der Nikolaikirche

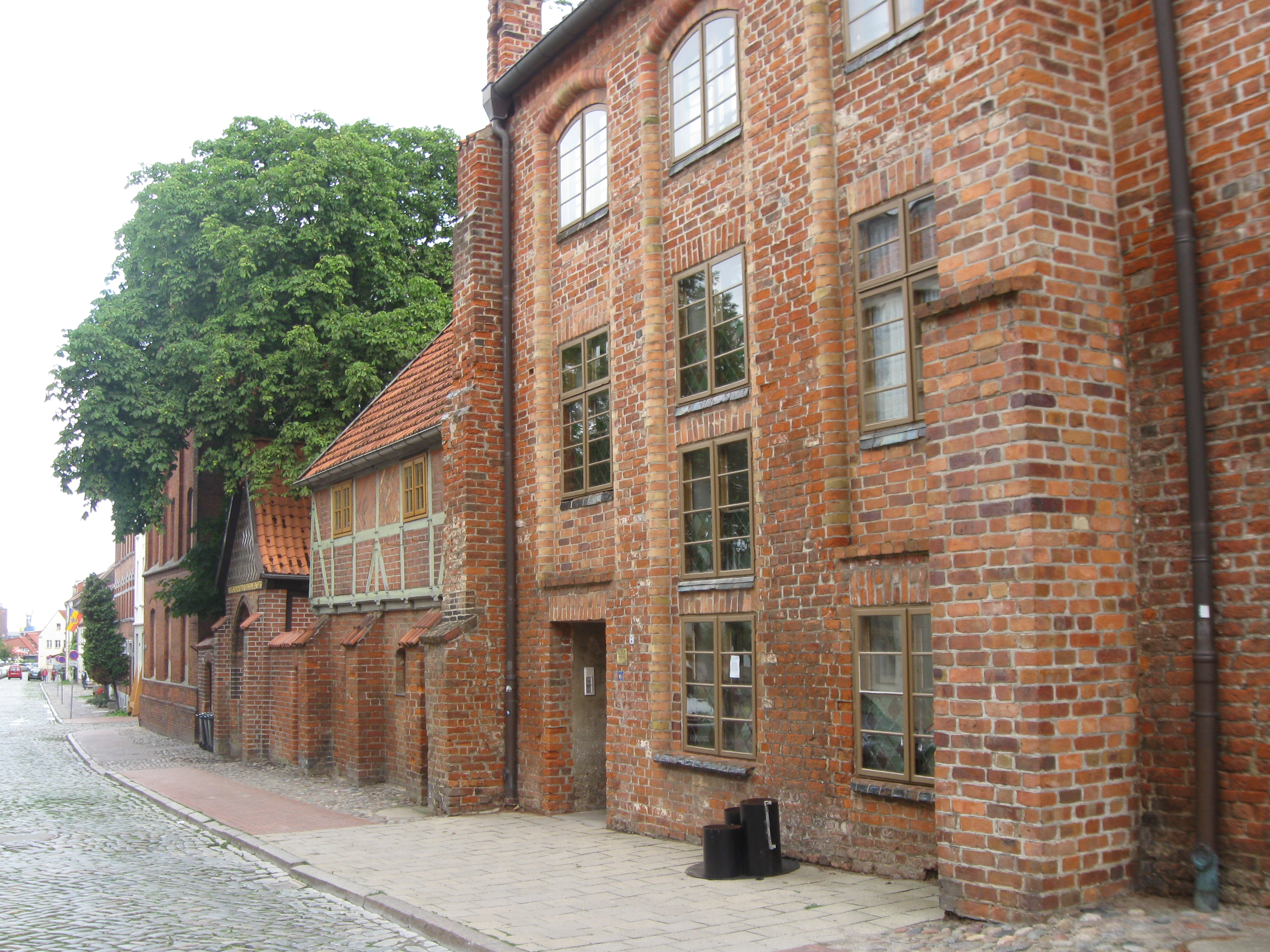
Hinten im Bild die Einfahrt zum fiktiven Polizeirevier in Wismar

SOKO Wismar wird von der Produktionsfirma Real Film Berlin hergestellt, einer Tochterfirma von Studio Hamburg. Die Dreharbeiten finden je zur Hälfte in Wismar und Umgebung und in Berlin und Umgebung statt, beispielsweise für mehrere Folgen unterschiedlicher Staffeln in Stücken in Brandenburg. Für Außenaufnahmen dienen häufig die zum Weltkulturerbe zählende Altstadt und die Hafenanlagen von Wismar als Kulisse. Als Zugang zum Polizeirevier wird die Hofeinfahrt zum Heiligen-Geist-Hospital gezeigt. Das Reviergebäude selbst, in dem auch die Innenaufnahmen stattfinden, steht jedoch im Berliner Studio Adlershof. Am 3. Juli 2025 wurde der Dreh für eine 23. Staffel mit 24 neuen Episoden, welche ab Herbst 2026 bis Frühjahr 2027 gezeigt werden soll bekanntgegeben.

## Figuren
In den ersten beiden Staffeln der Serie bestand das Team aus einem festen Stamm an Figuren. Gelegentlich haben zwischen den Folgen in den beiden Staffeln die Nebencharaktere im Revier Wismar gewechselt oder wurden im Wechsel gezeigt.
Ab der vierten Staffel sind die Hauptfiguren Kriminaloberkommissar Winfried „Winnie“ Scheel (Martin Brambach) durch Kriminaloberkommissar Sven Herzog (Michael Härle) ersetzt und Polizeimeister Tom Friese (Björn Kirschniok), Polizeiobermeister Henner Schütt (Kai Ivo Baulitz) ersatzlos gestrichen worden, ohne dass dies in der Serie oder vom ZDF erklärt wurde. Mit Beginn der fünften Staffel ist ebenso ohne jegliche Erklärung der Polizeihauptmeister Olav Hinzmann (Kai Maertens) ausgestiegen bzw. nicht mehr im Team vertreten. An seine Stelle trat Polizeihauptmeister Lars Pöhlmann (Dominic Boeer). Jan-Hinrich Reuter war ab der vierten Staffel statt in Schutzpolizistenuniform in ziviler Kleidung zu sehen, ohne dass es dafür eine Erklärung in der Serie gab. Zu Beginn der neunten Staffel tritt Kriminaloberkommissar Nils Theede an Herzogs Stelle. Während dieser Staffel wiederum wurde Polizeihauptmeister Lars Pöhlmann (Dominic Boeer) ohne weitere Erklärungen durch Kai Timmermann (Mathias Junge) ersetzt. In fünf Folgen der elften Staffel wird Revierchef Jan-Hinrich Reuter durch den Dozenten der Hamburger Polizeischule Martin Boldt (Jürgen Tarrach) vertreten, da der passionierte Angler Reuter in einen lange geplanten Angelurlaub fährt.
Während der 12. Staffel verlassen Kriminaloberkommissar Nils Theede (Jonas Laux) und Poliisikonstaapeli Leena Virtanen (Li Hagman) die SOKO Wismar. Als Ersatz für Theede kehrt Lars Pöhlmann (Dominic Boeer) als Kriminaloberkommissar von seiner Ausbildung bei Interpol zurück. Zunächst nach Wismar gekommen, um für die internationale Ermittlungseinheit einen Fall zu lösen, beschließt er zwei Wochen später, bei seinen ehemaligen Kollegen die angebotene Stelle anzunehmen und zurückzukehren. Nils Theede folgt seiner Ex-Freundin, und großen Liebe, zurück nach Hamburg, um nochmal von vorne anzufangen. Dies ist auch der erste Ausstieg in der Serie, der in Anwesenheit des Schauspielers stattgefunden hat. Währenddessen wird Poliisikonstaapeli Leena Virtanen nach Finnland zurückbeordert und durch die niederländische Austauschpolizistin Anneke van der Meer (Isabel Berghout) ersetzt.
Li Hagman war die einzige Person, die bis zur 221. Episode Getrennt in jeder Episode aufgetreten ist, ihr Ausstieg fand in der Serie allerdings ohne die Schauspielerin statt und wurde nur in Episode 222 Undercover beiläufig zum Beginn der Folge erwähnt. Börensen sagt zu Reuter, man habe immer gewusst, dass die finnische Polizei Leena Virtanen irgendwann in ihre Heimat zurückbeordern würde, worauf dieser antwortet, er dachte, die Finnen hätten sie längst vergessen.
In Episode 299 (Staffel 15) wird Anneke van der Meer von ihrem niederländischen Chef zurückbeordert und in der Folge durch die dänische Austauschpolizistin Stine Bergendal ersetzt. Ebenfalls in Staffel 15 verlässt Kriminalhauptkommissarin Katrin Börensen die SOKO Wismar. Sie erhält in Episode 300 das Angebot, die Stelle der stellvertretenden Leiterin der dienstinternen Ermittlung beim Bundeskriminalamt in Wiesbaden zu übernehmen, welche sie noch in derselben Episode annimmt. An ihre Stelle bei der SOKO Wismar tritt in Episode 301 Kriminalhauptkommissarin Karoline Joost (Nike Fuhrmann).

## Besetzung

### Hauptbesetzung

#### Aktuell
| Schauspieler       | Rollenname            | Dienstgrad                                            | Zeitraum  |
| ------------------ | --------------------- | ----------------------------------------------------- | --------- |
| Udo Kroschwald     | Jan-Hinrich Reuter    | Erster Kriminalhauptkommissar und Dienstgruppenleiter | 2004–     |
| Katharina Blaschke | Dr. Helene Sturbeck   | Rechtsmedizinerin / Notärztin                         | 2005–     |
| Silke Matthias     | Silke Schwarz         | Kriminaltechnikerin                                   | 2006–2011 |
| Silke Matthias     | Roswitha Prinzler     | Kriminaltechnikerin                                   | 2011–     |
| Dominic Boeer      | Lars Pöhlmann         | Polizeihauptmeister                                   | 2007–2011 |
| Dominic Boeer      | Lars Pöhlmann         | Kriminalhauptkommissar (früher Kriminaloberkommissar) | 2015–     |
| Nike Fuhrmann      | Karoline Joost        | Kriminalhauptkommissarin                              | 2018–     |
| Nicole Ernst       | Stefanie Horn         | Kriminaltechnikerin                                   | 2020–     |
| Stella Hinrichs    | Paula Moorkamp        | Polizeihauptmeisterin                                 | 2021–     |
| Gustavs Gailus     | Edgars „Eddi“ Jansons | Austauschpolizist aus Lettland                        | 2022–     |

#### Ehemalig
| Schauspieler       | Rollenname               | Dienstgrad                          | Zeitraum  | Ausstiegsgrund                                                      |
| ------------------ | ------------------------ | ----------------------------------- | --------- | ------------------------------------------------------------------- |
| Anja Franke        | Eva Werner               | Pastorin                            | 2004      |                                                                     |
| Martin Brambach    | Winfried „Winnie“ Scheel | Kriminaloberkommissar               | 2004–2006 |                                                                     |
| Kai Maertens       | Olav Hinzmann            | Polizeihauptmeister                 | 2004–2007 |                                                                     |
| Björn Kirschniok   | Tom Friese               | Polizeimeister                      | 2004–2006 |                                                                     |
| Kai Ivo Baulitz    | Henner Schütt            | Polizeiobermeister                  | 2004–2006 |                                                                     |
| Anna von Berg      | Ulrike „Rike“ Panner     | Polizeikommissarin                  | 2004–2005 |                                                                     |
| Maria Bachmann     | Antje Stöwesand          | Polizeioberkommissarin              | 2004–2005 |                                                                     |
| Mike Maas          | Hanno Sand               | Polizeimeister                      | 2005–2006 |                                                                     |
| Michael Härle      | Sven Herzog              | Kriminaloberkommissar               | 2006–2011 |                                                                     |
| Jürgen Tarrach     | Martin Boldt             | Kriminalhauptkommissar              | 2013      | Ende der Vertretungszeit                                            |
| Li Hagman          | Leena Virtanen           | (Konstabler) / Nuorempi konstaapeli | 2004–2015 | wird nach Finnland zurückbeordert                                   |
| Jonas Laux         | Nils Theede              | Kriminaloberkommissar               | 2011–2015 | folgt seiner Ex-Freundin nach Hamburg                               |
| Isabel Berghout    | Anneke van der Meer      | Hoofdagent                          | 2015–2017 | wird in die Niederlande zurückbeordert                              |
| Claudia Schmutzler | Katrin Börensen          | Kriminalhauptkommissarin            | 2005–2017 | wird eine Stelle in Wiesbaden angeboten                             |
| Mathias Junge      | Kai Timmermann           | Polizeihauptmeister                 | 2011–2021 | wird Park Ranger in Alaska                                          |
| Sidsel Hindhede    | Stine Bergendal          | Politibetjent                       | 2018–2022 | zieht zu ihrem Freund Bent Poulsen (Tobias Nielsen) nach Kopenhagen |

### Zeitleiste
Hinweis: Ursprünglich wurden die Folgen 1–6 als erste Staffel und die Folgen 7–18 als zweite Staffel gezählt. Diese wurden später zu einer Staffel zusammengefasst, so dass sich die Nummerierung der Staffeln änderte. Die Nummerierung ist nun in Übereinstimmung mit der Episodenliste und dem heute beim ZDF gebräuchlichen Schema.
| Rolle                    | Dienstgrad                    | 1 | 2 | 3 | 4 | 5 | 6 | 7 | 8 | 9 | 10 | 11 | 12 | 13 | 14 | 15 | 16 | 17 | 18 | 19 | 20 |
| ------------------------ | ----------------------------- | - | - | - | - | - | - | - | - | - | -- | -- | -- | -- | -- | -- | -- | -- | -- | -- | -- |
| Jan Reuter               | Erster Kriminalhauptkommissar |   |   |   |   |   |   |   |   |   |    |    |    |    |    |    |    |    |    |    |    |
| Winfried „Winnie“ Scheel | Kriminaloberkommissar         |   |   |   |   |   |   |   |   |   |    |    |    |    |    |    |    |    |    |    |    |
| Antje Stöwesand          | Polizeioberkommissarin        |   |   |   |   |   |   |   |   |   |    |    |    |    |    |    |    |    |    |    |    |
| Ulrike „Rike“ Panner     | Polizeikommissarin            |   |   |   |   |   |   |   |   |   |    |    |    |    |    |    |    |    |    |    |    |
| Katrin Börensen          | Kriminalhauptkommissarin      |   |   |   |   |   |   |   |   |   |    |    |    |    |    |    |    |    |    |    |    |
| Martin Boldt             | Kriminalhauptkommissar        |   |   |   |   |   |   |   |   |   |    |    |    |    |    |    |    |    |    |    |    |
| Karoline Joost           | Kriminalhauptkommissarin      |   |   |   |   |   |   |   |   |   |    |    |    |    |    |    |    |    |    |    |    |
| Sven Herzog              | Kriminaloberkommissar         |   |   |   |   |   |   |   |   |   |    |    |    |    |    |    |    |    |    |    |    |
| Nils Theede              | Kriminaloberkommissar         |   |   |   |   |   |   |   |   |   |    |    |    |    |    |    |    |    |    |    |    |
| Lars Pöhlmann            | Polizeihauptmeister           |   |   |   |   |   |   |   |   |   |    |    |    |    |    |    |    |    |    |    |    |
| Lars Pöhlmann            | Kriminaloberkommissar         |   |   |   |   |   |   |   |   |   |    |    |    |    |    |    |    |    |    |    |    |
| Leena Virtanen           | Konstabler                    |   |   |   |   |   |   |   |   |   |    |    |    |    |    |    |    |    |    |    |    |
| Anneke van der Meer      | Hoofdagent                    |   |   |   |   |   |   |   |   |   |    |    |    |    |    |    |    |    |    |    |    |
| Stine Bergendal          | Politibetjent                 |   |   |   |   |   |   |   |   |   |    |    |    |    |    |    |    |    |    |    |    |
| Edgars „Eddi“ Jansons    | Austauschpolizist             |   |   |   |   |   |   |   |   |   |    |    |    |    |    |    |    |    |    |    |    |
| Olav Hinzmann            | Polizeihauptmeister           |   |   |   |   |   |   |   |   |   |    |    |    |    |    |    |    |    |    |    |    |
| Kai Timmermann           | Polizeihauptmeister           |   |   |   |   |   |   |   |   |   |    |    |    |    |    |    |    |    |    |    |    |
| Paula Moorkamp           | Polizeihauptmeisterin         |   |   |   |   |   |   |   |   |   |    |    |    |    |    |    |    |    |    |    |    |
| Henner Schütt            | Polizeiobermeister            |   |   |   |   |   |   |   |   |   |    |    |    |    |    |    |    |    |    |    |    |
| Tom Friese               | Polizeimeister                |   |   |   |   |   |   |   |   |   |    |    |    |    |    |    |    |    |    |    |    |
| Hanno Sand               | Polizeimeister                |   |   |   |   |   |   |   |   |   |    |    |    |    |    |    |    |    |    |    |    |
| Dr. Helene Sturbeck      | Rechtsmedizinerin/Notärztin   |   |   |   |   |   |   |   |   |   |    |    |    |    |    |    |    |    |    |    |    |
| Eva Werner               | Pastorin                      |   |   |   |   |   |   |   |   |   |    |    |    |    |    |    |    |    |    |    |    |
| Roswitha Prinzler        | Kriminaltechnikerin           |   |   |   |   |   |   |   |   |   |    |    |    |    |    |    |    |    |    |    |    |

| Hauptbesetzung | Nebenbesetzung |

## Specials
Bisher wurden vier 90-minütige Serien-Specials in Spielfilmlänge ausgestrahlt: Nasser Tod (2007), Das dritte Feuer (2009), Bittere Weihnacht (2017) und Nach der Ebbe kommt der Tod (2020).
SOKO+ Wismar
Zur 14. und 15. Staffel gab es begleitend zu den jeweiligen Episoden das Format SOKO+ Wismar. In den etwa siebenminütigen Folgen besprach Oberstaatsanwältin Claudia Lange und Rechtsanwalt Carsten Hoenig die Fälle aus einem professionellen Blickwinkel und erörterte, was mit dem Täter in der Realität passieren würde. Das Format lief donnerstagmorgens im Anschluss an die Nachtwiederholung von SOKO Wismar im ZDF und war schon zuvor in der ZDFmediathek abrufbar. Moderiert wurde es während der 14. Staffel von Hendrik Wieduwilt. In der 15. Staffel führte Sylvia Walker durch die Sendung.

## Crossover

### SOKO – Der Prozess
Ab 3. April 2013 wurde ein fünfteiliger Crossover sämtlicher ZDF-SOKO-Reihen produziert. Die Teams aus den SOKOs 5113, Köln, Leipzig, Stuttgart und Wismar klären den Mord an einem Polizisten auf und geraten dabei in ein kriminelles Milieu, in dem ein eigenes Recht und eine eigene Ordnung herrschen. Ausgestrahlt wurde der fünfteilige Fall, dessen Spur sich quer durch Deutschland zieht, vom 30. September bis zum 4. Oktober 2013 werktags auf dem bekannten SOKO-Vorabend-Sendeplatz ab 18 Uhr.

### Weitere
In der sechsten Folge der 19. Staffel der SOKO Stuttgart gab es zudem ein Crossover, bei dem Lars Pöhlmann aushilfsweise in Stuttgart tätig war und Joachim Stoll vertrat. Dieses wurde in der sechsten Folge der 19. Staffel der SOKO Wismar durch ein Telefongespräch zwischen Jan-Hinrich Reuter und Michael Kaiser angekündigt. Diese „guten Kontakte“ zwischen Reuter und Kaiser ermöglichten es auch, dass in der 12. Folge der 21. Staffel (Die neun Gehirne des Oktopus) der zufällig in Wismar weilende Rico Sander in einem Fall ermitteln konnte, in dem es u. a. um einen autistischen Jungen geht, zu dem zunächst ausschließlich Rico Sander Zugang finden konnte.

## DVD
- Soko Edition: SOKO Wismar, Vol. 1: Sie umfasst mit 18 Episoden die erste und zweite Staffel auf vier DVD und wurde am 15. November 2013 veröffentlicht.